# Verwaltungsgemeinschaft Tiefenbach (bei Passau)
Die Verwaltungsgemeinschaft Tiefenbach im niederbayerischen Landkreis Passau wurde im Zuge der Gemeindegebietsreform am 1. Mai 1978 gegründet und zum 1. Januar 1980 bereits wieder aufgelöst.
Ihr gehörten die Gemeinden Tiefenbach und Ruderting an.
Sitz der Verwaltungsgemeinschaft war Tiefenbach.